# Thermopyle

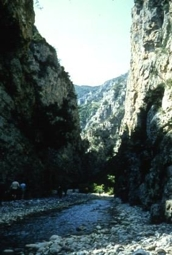

Thermopyle (klassisk grekiska: Θερμοπύλαι, nygrekiska: Θερμοπύλες) är en passage på gränsen mellan Thessalien och Lokris (Fokis) i Grekland, omkring 15 mil nordväst om Aten.

## Slaget vid Thermopyle

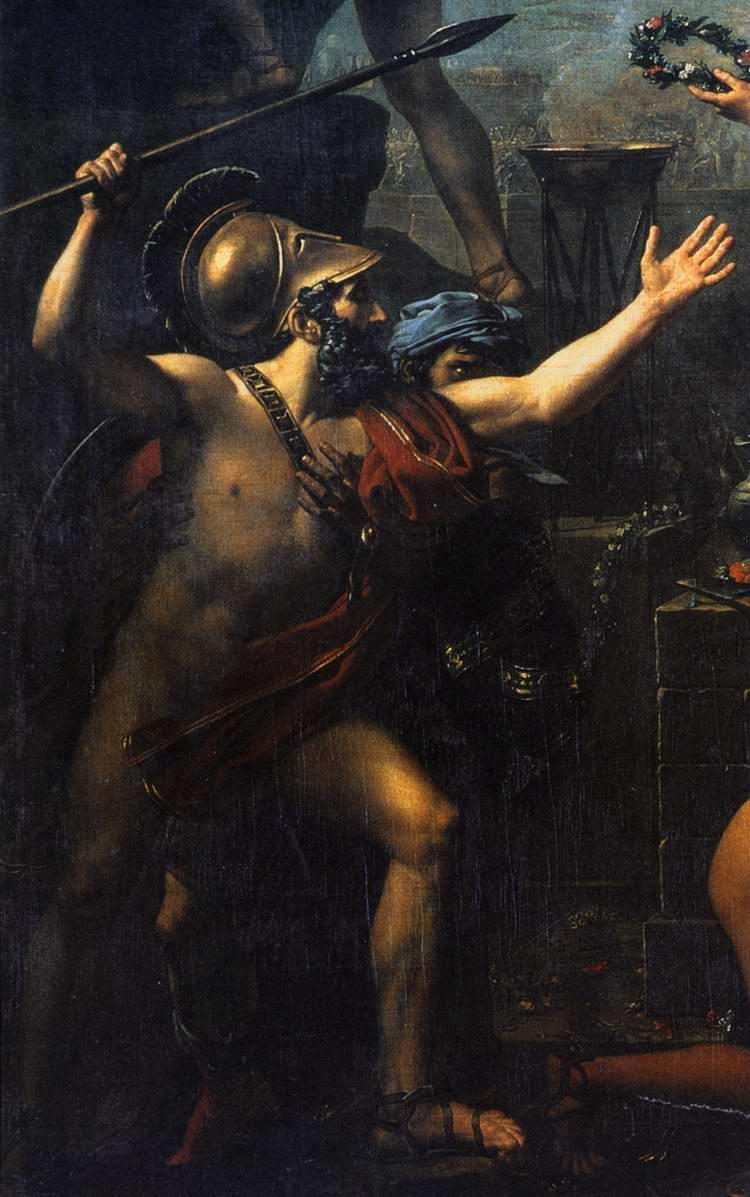
Jacques-Louis David: "Slaget vid Thermopylae" (detalj).

Thermopyle är känt sedan antiken för det slag som utspelades där under tre dagar, i slutet av augusti eller början på september, år 480 f.Kr. Det stod mellan en numerärt underlägsen grekisk styrka, från den grekiska alliansens samlade armé, under ledning av spartanerna kung Leonidas, samt huvuddelen av det Persiska rikets landbaserade invasionsarmé, under ledning av storkonungen Xerxes I. Den trånga passagen mellan stranden och bergen var en naturlig punkt i terrängen som gav grekerna möjlighet att dra in den persiska armen i en lyckad fördröjningsstrid. 
Slaget var en del av det andra perserkriget, och utspelade sig tio år efter det första persiska invasionsförsöket, som avvärjdes genom grekiska seger i slaget vid Marathon. Samtidigt pågick slaget vid Artemision till havs.  
Perserna vann slaget vid Thermopyle, men till priset av stora förluster i manskap och att fälttåget fördröjdes på ett avgörande vis. Slaget gav den grekiska alliansen den tid som behövdes för att förbereda det fortsatta krigföringen och slutligen krossa den persiska invasionen av Grekland, och förlängning Europa, främst genom slaget vid Salamis.